# Konkatedra św. Aleksandra w Suwałkach
Konkatedra świętego Aleksandra – rzymskokatolicki kościół parafialny należący do dekanatu Suwałki – św. Benedykta i Romualda diecezji ełckiej. Mieści się przy placu Józefa Piłsudskiego. 
Od 2021 proboszczem parafii św. Aleksandra jest ks. kanonik dr Antoni Skowroński.

## Historia
W listopadzie 1815 roku przez Suwałki przejeżdżał na koronację do Warszawy car Aleksander I, który widząc spróchniały kościół chylący się ku ruinie - polecił sfinansować budowę murowanego kościoła pw. św. Aleksandra. 23 lipca 1819 roku Suwałki odwiedził Namiestnik Królestwa Polskiego gen. Józef Zajączek. 20 czerwca 1820 roku poświęcono kamień węgielny i w tym też roku rozpoczęto budowę klasycystycznego murowanego kościoła, według projektu architekta Piotra Aignera. Kościół budowano z przeznaczeniem na przyszłą katedrę, ponieważ równocześnie trwały starania o przeniesienie siedziby biskupa z Sejn do Suwałk. 14 września 1829 roku w nowym kościele odprawiono pierwszą mszę świętą.
W latach 1843–1845 przeprowadzono generalny remont kościoła według projektu architekta Henryka Marconiego. 14 września 1945 roku biskup sejneński Paweł Straszyński konsekrował kościół pw. św. Aleksandra. W 1856 roku dobudowano wieże kościelne. W 1872 roku zakupiono murowany dom na plebanię. W 1881 roku po wschodniej stronie dobudowano kaplicę Zbawiciela Jezusa Chrystusa, a w 1883 roku po zachodniej stronie dobudowano kaplicę św. Anny. W 1886 roku w parafii było 12 525 wiernych. W 1888 roku dobudowano zakrystię.
22 października 1944 roku wycofujący się Niemcy zaminowali kościół - powodując poważne zniszczenia. Po wojnie kościół odbudowano, a w 1961 roku odbudowano wieże kościelne. 25 marca 1992 roku papież Jan Paweł II bullą Totus Tuus Poloniae Populus erygował diecezję ełcką, a następnie decyzją bpa Wojciecha Ziemby kościół został podniesiony do godności konkatedry. 4 lipca 2002 roku wichura i deszcz uszkodziły kościół. W latach 2002–2003 kościół wyremontowano.
Wewnątrz znajdują się obrazy Franciszka Smuglewicza i tablice upamiętniające walkę i martyrologię mieszkańców Suwalszczyzny. Białą bryłę budynku zdobią dwie wieże oraz portyk. W 1992 roku.

## Wieczysta Adoracja
2 lutego 2025 roku odbyła się inauguracja Kaplicy Wieczystej Adoracji pw. Jezusa Chrystusa Najwyższego Kapłana.

## Galeria

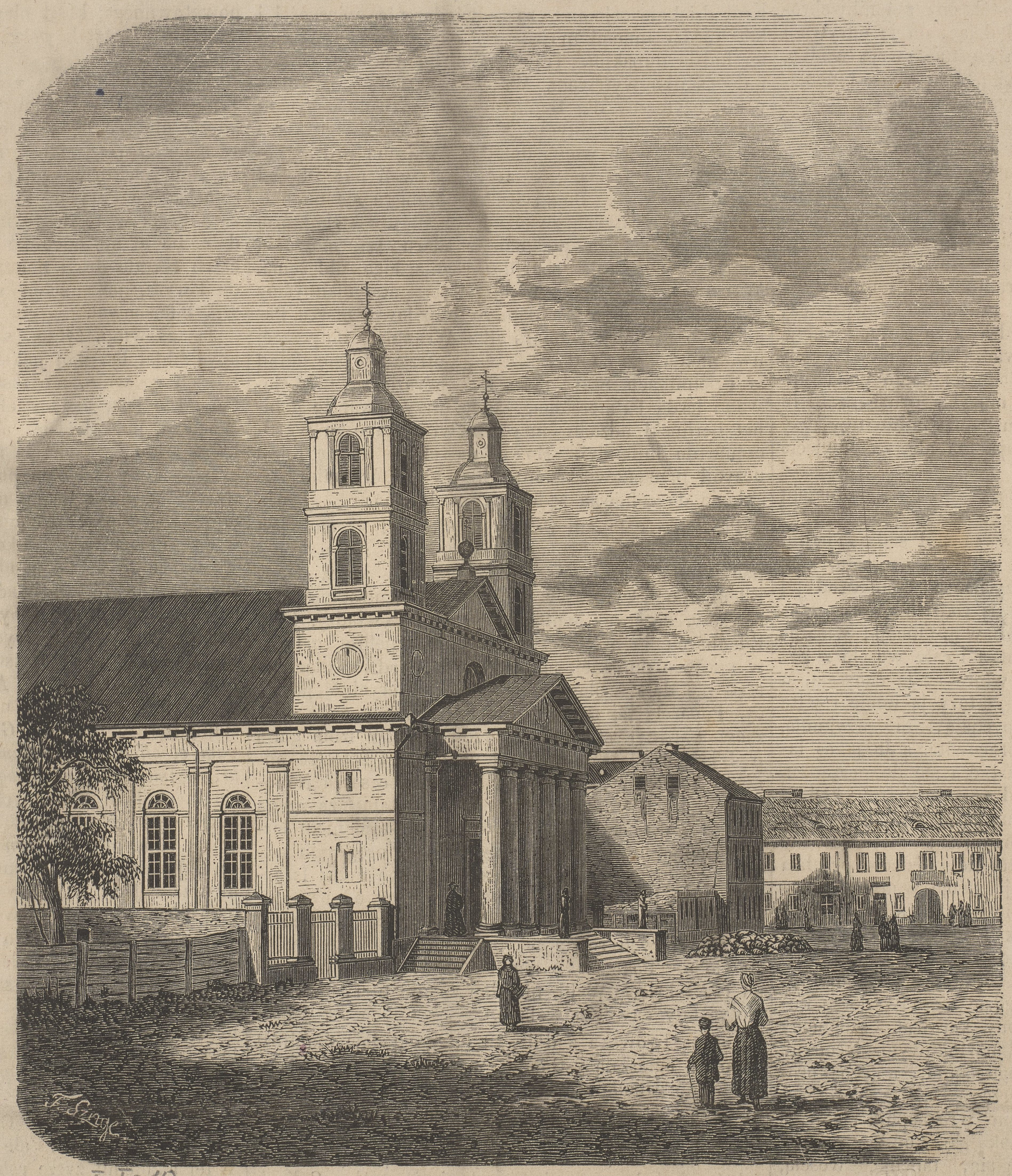
Kościół około 1864
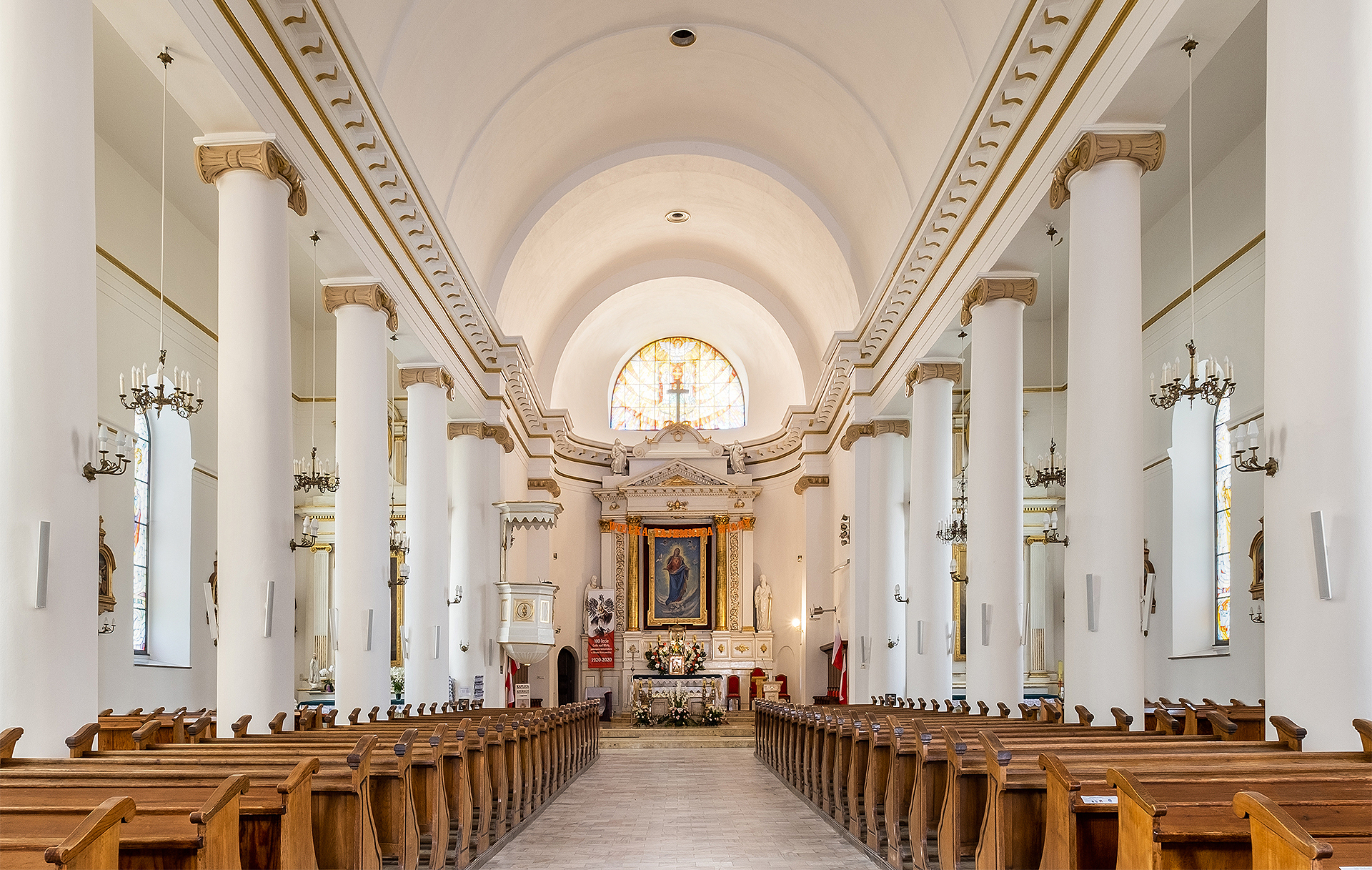
Wnętrze konkatedry